# Пършовце
Пършовце или Пършовци (на македонска литературна норма: Пршовце; на албански: Përshevca) е село в Северна Македония, в община Теарце.

## География
Селото е разположено в областта Долни Полог.

## История
В края на XIX век Пършовце е албанско село в Тетовска каза на Османската империя. Според статистиката на Васил Кънчов („Македония. Етнография и статистика“) в 1900 година Пършовци има 165 жители арнаути мохамедани.
Според Афанасий Селишчев в 1929 година Пършовце е село в Теарска община и има 110 къщи с 679 жители българи и албанци.
Според преброяването от 2002 година Пършовце има 2516 жители.
| Националност     | Всичко |
| северномакедонци | 1      |
| албанци          | 2478   |
| турци            | 0      |
| роми             | 6      |
| власи            | 0      |
| сърби            | 1      |
| бошняци          | 0      |
| други            | 29     |

## Личности
Родени в Пършовце
- Агим Джелили (р. 1948), политик от Северна Македония
- Гафур Джабир Ахмети (р. 1945), писател от Северна Македония